# The Return of The Ultimate Fighter: Team Volkanovski vs. Team Ortega
The Return of The Ultimate Fighter: Team Volkanovski vs. Team Ortega (também conhecido como The Ultimate Fighter 29), foi um evento de MMA produzido pelo Ultimate Fighting Championship no dia 1 de janeiro de 2021, no Palm Casino Resort, em Las Vegas, Nevada. Não houve testes físicos para esta temporada devido à pandemia de COVID-19. Em vez disso, um casting remoto ocorreu em 13 de novembro de 2020, apresentando pesos-galos e pesos-médios masculinos. O atual campeão peso pena do UFC Alexander Volkanovski e o ex-desafiante ao título Brian Ortega foram anunciados como os treinadores principais no início de abril de 2021. Anteriormente, eles deveriam se encontrar em uma luta pelo título no UFC 260, mas a dupla foi adiada devido ao campeão testar positivo para COVID-19.

## Coaches
| Equipe Volkanovski: - Alexander Volkanovski, Treinador principal - Joe Lopez - Craig Jones - Frank Hickman - Colby Thicknesse - Andrew Wood | Equipe Ortega: - Brian Ortega, Treinador Principal - Tiki Ghosn - Paul Herrera - Rener Gracie - Jason Park |

## Lutadores
- Equipe Volkanovski
  - Meio-médios: Ryder Newman, Gilbert Urbina, Aaron Phillips and Bryan Battle.

- - Galos: Mitch Raposo, Dustin Lampros, Ricky Turcios and Brady Hiestand.
- Equipe Ortega
  - Meio-médios: Andre Petroski, Tresean Gore, Miles Hunsinger, Kemran Lachinov and Michael Gillmore.
  - Galos: Daniel Argueta, Liudvik Sholinian, Joshua Rettinghouse and Vince Murdock.

## Chave do Torneio

### Chave dos Meio-médios
|  | Quartas de final  | Quartas de final |                |     | Semifinais | Semifinais |  |  | Final | Final |
|  |                   |                  |                |     |            |            |  |  |       |       |
|  |                   |                  |                |     |            |            |  |  |       |       |
|  |                   |                  |                |     |            |            |  |  |       |       |
|  | Andre Petroski    | FIN              |                |     |            |            |  |  |       |       |
|  | Andre Petroski    | FIN              |                |     |            |            |  |  |       |       |
|  | Aaron Phillips    | 1                |                |     |            |            |  |  |       |       |
|  | Aaron Phillips    | 1                | Andre Petroski | 2   |            |            |  |  |       |       |
|  |                   |                  | Andre Petroski | 2   |            |            |  |  |       |       |
|  |                   | Bryan Battle     | FIN            |     |            |            |  |  |       |       |
|  | Kemran Lachinov   | Bryan Battle     | FIN            | 2   |            |            |  |  |       |       |
|  | Kemran Lachinov   |                  |                | 2   |            |            |  |  |       |       |
|  | Bryan Battle      | DU               |                |     |            |            |  |  |       |       |
|  | Bryan Battle      | DU               | Bryan Battle   | FIN |            |            |  |  |       |       |
|  |                   |                  | Bryan Battle   | FIN |            |            |  |  |       |       |
|  |                   | Gilbert Urbina** | 2              |     |            |            |  |  |       |       |
|  | Tresean Gore      | Gilbert Urbina** | 2              | DU  |            |            |  |  |       |       |
|  | Tresean Gore      |                  |                | DU  |            |            |  |  |       |       |
|  | Ryder Newman      | 2                |                |     |            |            |  |  |       |       |
|  | Ryder Newman      | 2                | Tresean Gore   | KO  |            |            |  |  |       |       |
|  |                   |                  | Tresean Gore   | KO  |            |            |  |  |       |       |
|  |                   | Gilbert Urbina   | 2              |     |            |            |  |  |       |       |
|  | Michael Gillmore* | Gilbert Urbina   | 2              | 1   |            |            |  |  |       |       |
|  | Michael Gillmore* |                  |                | 1   |            |            |  |  |       |       |
|  | Gilbert Urbina    | FIN              |                |     |            |            |  |  |       |       |
|  | Gilbert Urbina    | FIN              |                |     |            |            |  |  |       |       |

* Miles Hunsinger machucou o joelho e foi substituído  Gillmore.

** Gore machucou o joelho e foi substituído por Urbina.

### Chave dos Galos
|  | Quartas de final    | Quartas de final |                   |     | Semifinais | Semifinais |  |  | Final | Final |
|  |                     |                  |                   |     |            |            |  |  |       |       |
|  |                     |                  |                   |     |            |            |  |  |       |       |
|  |                     |                  |                   |     |            |            |  |  |       |       |
|  | Liudvik Sholinian   | DU               |                   |     |            |            |  |  |       |       |
|  | Liudvik Sholinian   | DU               |                   |     |            |            |  |  |       |       |
|  | Mitch Raposo        | 3                |                   |     |            |            |  |  |       |       |
|  | Mitch Raposo        | 3                | Liudvik Sholinian | 3   |            |            |  |  |       |       |
|  |                     |                  | Liudvik Sholinian | 3   |            |            |  |  |       |       |
|  |                     | Ricky Turcios    | DU                |     |            |            |  |  |       |       |
|  | Daniel Argueta      | Ricky Turcios    | DU                | 3   |            |            |  |  |       |       |
|  | Daniel Argueta      |                  |                   | 3   |            |            |  |  |       |       |
|  | Ricky Turcios       | DU               |                   |     |            |            |  |  |       |       |
|  | Ricky Turcios       | DU               | Ricky Turcios     | DD  |            |            |  |  |       |       |
|  |                     |                  | Ricky Turcios     | DD  |            |            |  |  |       |       |
|  |                     | Brady Hiestand   | 3                 |     |            |            |  |  |       |       |
|  | Vince Murdock       | Brady Hiestand   | 3                 | TKO |            |            |  |  |       |       |
|  | Vince Murdock       |                  |                   | TKO |            |            |  |  |       |       |
|  | Dustin Lampros      | 1                |                   |     |            |            |  |  |       |       |
|  | Dustin Lampros      | 1                | Vince Murdock     | 1   |            |            |  |  |       |       |
|  |                     |                  | Vince Murdock     | 1   |            |            |  |  |       |       |
|  |                     | Brady Hiestand   | TKO               |     |            |            |  |  |       |       |
|  | Joshua Rettinghouse | Brady Hiestand   | TKO               | 3   |            |            |  |  |       |       |
|  | Joshua Rettinghouse |                  |                   | 3   |            |            |  |  |       |       |
|  | Brady Hiestand      | DD               |                   |     |            |            |  |  |       |       |
|  | Brady Hiestand      | DD               |                   |     |            |            |  |  |       |       |

|       |  | Equipe Volkanovski  |
|       |  | Equipe Ortega       |
| deu   |  | Decisão Unânime     |
| DM    |  | Decisão Majoritária |
| DD    |  | Decisão Dividida    |
| FIN   |  | Finalização         |
| (T)KO |  | Nocaute (Técnico)   |